# Compagnie internationale des Grands Hôtels
La Compagnie internationale des Grands Hôtels (CIGH) est une ancienne compagnie, filiale de la Compagnie des wagons-lits.

## Histoire

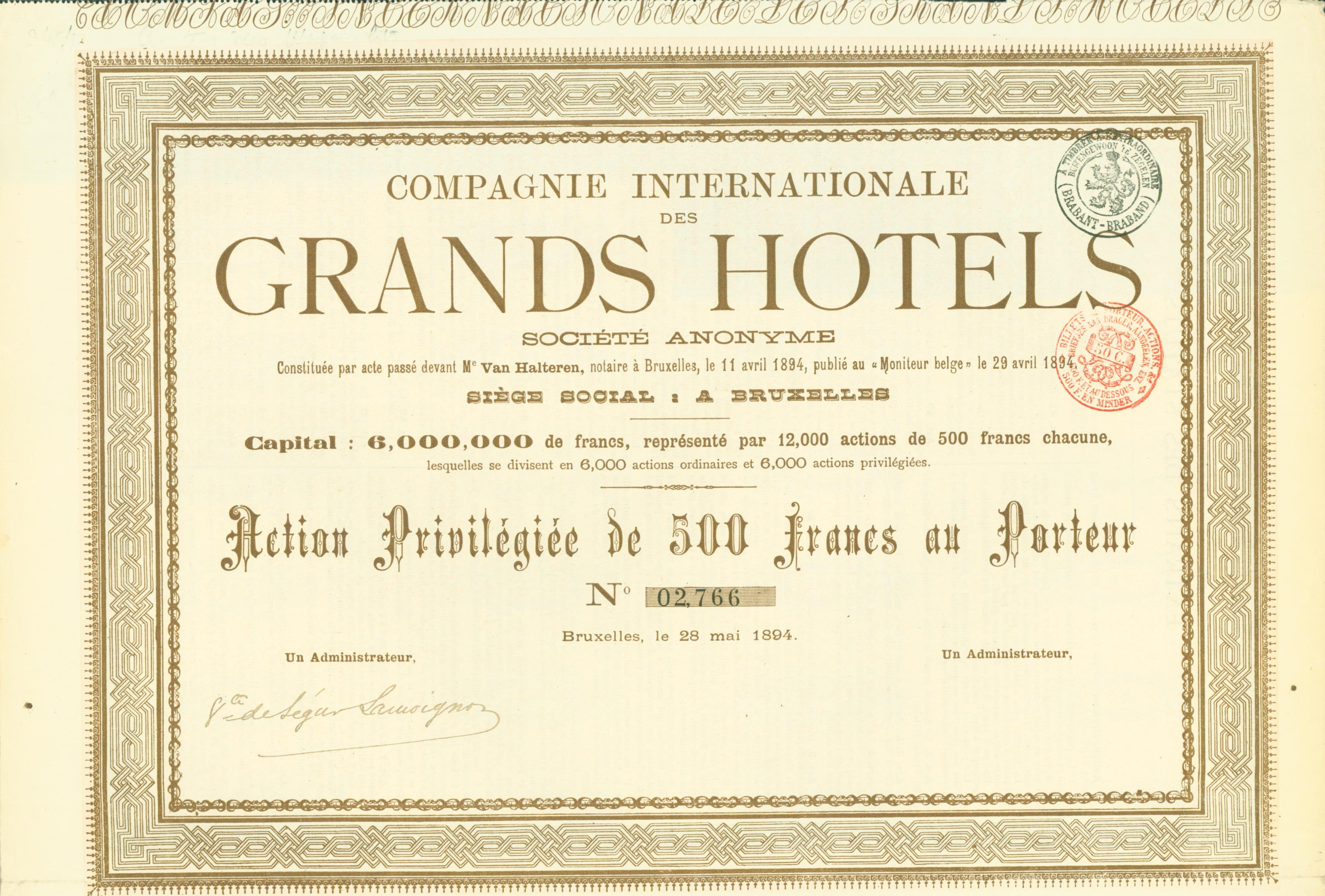
Action privilégiée de la Comp. Internationale des Grands Hotels en date du 28 mai 1894.

La Compagnie Internationale des Grands Hôtels est créée à Bruxelles le 11 avril 1894 comme filiale de la Compagnie des wagons-lits. Cette chaîne d'hôtels de luxe, la première chaîne hôtelière internationale, a été constituée pour fournir aux clients de la Compagnie des wagons-lits un hébergement de haute qualité avant ou après leur voyage en train. Elle a pour objet la construction, l'acquisition, l'exploitation et l'ameublement d'hôtels et toutes les opérations accessoires.
La Première Guerre mondiale porta un coup très dur aux Grands Hôtels.

## Hôtels de la CIGH
Détail des hôtels de la Compagnie.
| Hôtel                       | Ville                                      | Pays     | Management by CIGH |
| --------------------------- | ------------------------------------------ | -------- | ------------------ |
| Avenida Palace              | Lisbonne                                   | Portugal | 1891               |
| Le Bosphorus Summer Palace  | Therapia                                   | Turquie  | 1894               |
| Buffet de Lyon              | Lyon                                       | France   | 1900               |
| Buffet Terminus             | Oran                                       | Algérie  | 1914               |
| Château Royal d'Ardenne     | Houyet                                     | Belgique | 1900               |
| Elysée Palace               | Paris                                      | France   | 1896               |
| Gezirah Palace (en)         | Caire                                      | Égypte   | 1894               |
| Grand Hotel des Bains       | Cherbourg                                  | France   | 1901               |
| Grand Hotel International   | Brindisi                                   | Italie   | 1893               |
| Grand Hotel des Wagons-Lits | Beijing                                    | Chine    | 1904               |
| Hotels et Bains de Hongrie  | Csorba                                     | Hongrie  | 1903               |
| Maloja Palace               | Maloja                                     | Suisse   | 1895               |
| Pavillon de Bellevue        | Meudon                                     | France   | 1899               |
| Pera Palace                 | Constantinople                             | Turquie  | 1894               |
| Hôtel de la Plage           | Ostende                                    | Belgique | 1895               |
| Quarnero                    | Abbazia                                    | Autriche | 1898               |
| Riviera Palace              | Nice                                       | France   | 1893               |
| Riviera Palace              | Monte-Carlo (Beausoleil (Alpes-Maritimes)) | Monaco   | 1899               |
| Hôtel Royal Palace          | Ostende                                    | Belgique | 1899               |
| Shepheard's Hotel           | Caire                                      | Égypte   | 1897               |
| Hotel Terminus              | Bordeaux                                   | France   | 1897               |
| Hotel Terminus et Buffet    | Marseille                                  | France   | 1900               |
| Hotel Terminus Maritime     | Ostende                                    | Belgique | 1913               |
| Tunesia Palace              | Tunis                                      | Tunisie  | 1902               |
| Victoria Hotel              | Ismailia                                   | Égypte   | 1898               |